# Hôtel de ville de Lubin
 (février 2021).
Le contenu est difficilement compréhensible vu les erreurs de traduction, qui sont peut-être dues à l'utilisation d'un logiciel de traduction automatique.

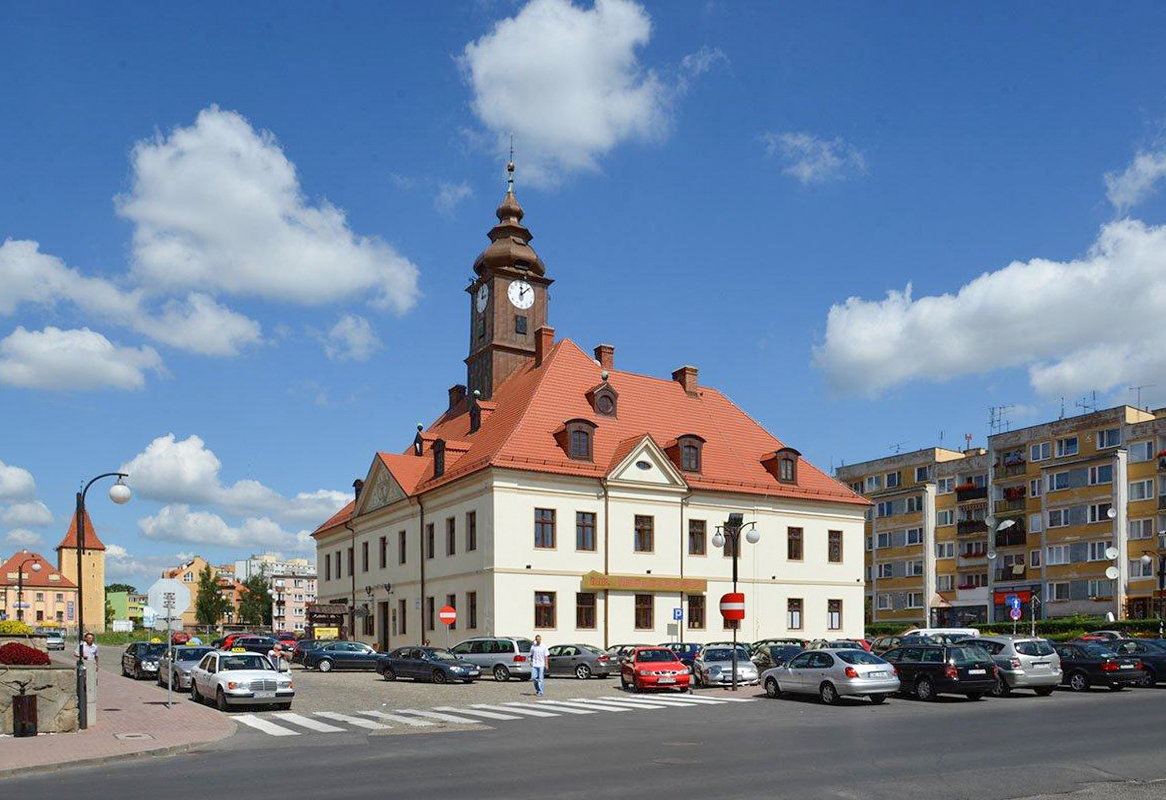
L’hôtel de ville de Lubin.

L’hôtel de ville de Lubin – le bâtiment baroque construit en 1768, ensuite reconstruit au XIXe siècle. Il a été détruit en 1945 et on l’a recrée en 1950. Aujourd’hui, l’hôtel de ville constitue le siège du maire et du conseil municipal, ainsi que du musée de l’histoire.

## Historique
Le premier hôtel de ville à Lubin, dans le style de renaissance, a été créé en 1515, pendant la période du développement urbain. Il a été détruit par un incendie en 1757. On l’a démonté et l’a remplacé par le bâtiment actuel en 1768. Au XIXe et XXe siècle, il a été transformé d’une manière significative. En 1945, pendant la Seconde Guerre mondiale, il a été sérieusement endommagé. À la suite d la transformation en 1950, le bâtiment a perdu plupart de ces caractéristiques. En 2010, il a été rénové et sa tour a été recouverte de la tôle de cuivre.
Le 14 avril 1981, le conservateur régional des monuments historiques (pol. Wojewódzki konserwator zabytków) a décidé d’inscrire l’hôtel de ville au registre des monuments historiques.

## Architecture
Le bâtiment de l’hôtel de ville, de style baroque tardif, est érigé sur un plan rectangulaire, il a deux étages et il est recouvré d’un toit mansardé avec des lucarnes. La tourelle avec les cadrans, recouvrée de la toiture en cuivre, est située sur le faîtage et couronnée d’une flèche. Les frontons de forme triangulaire sont situés au-dessus des avant-corps de la façade, et le tympan avec des ornements des fleurs et avec le blason de Lubin sur le mur ouest du bâtiment.

## Galerie

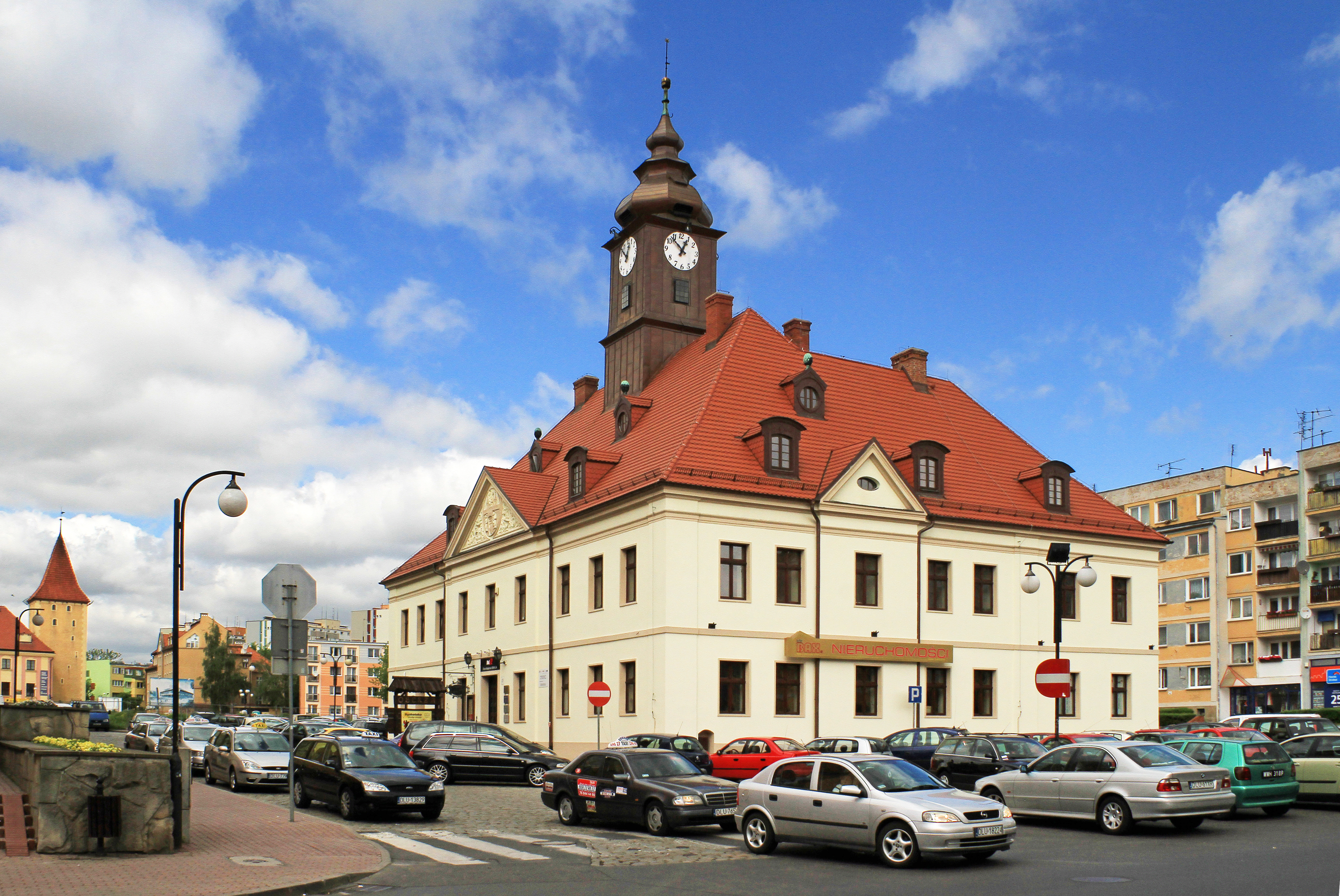
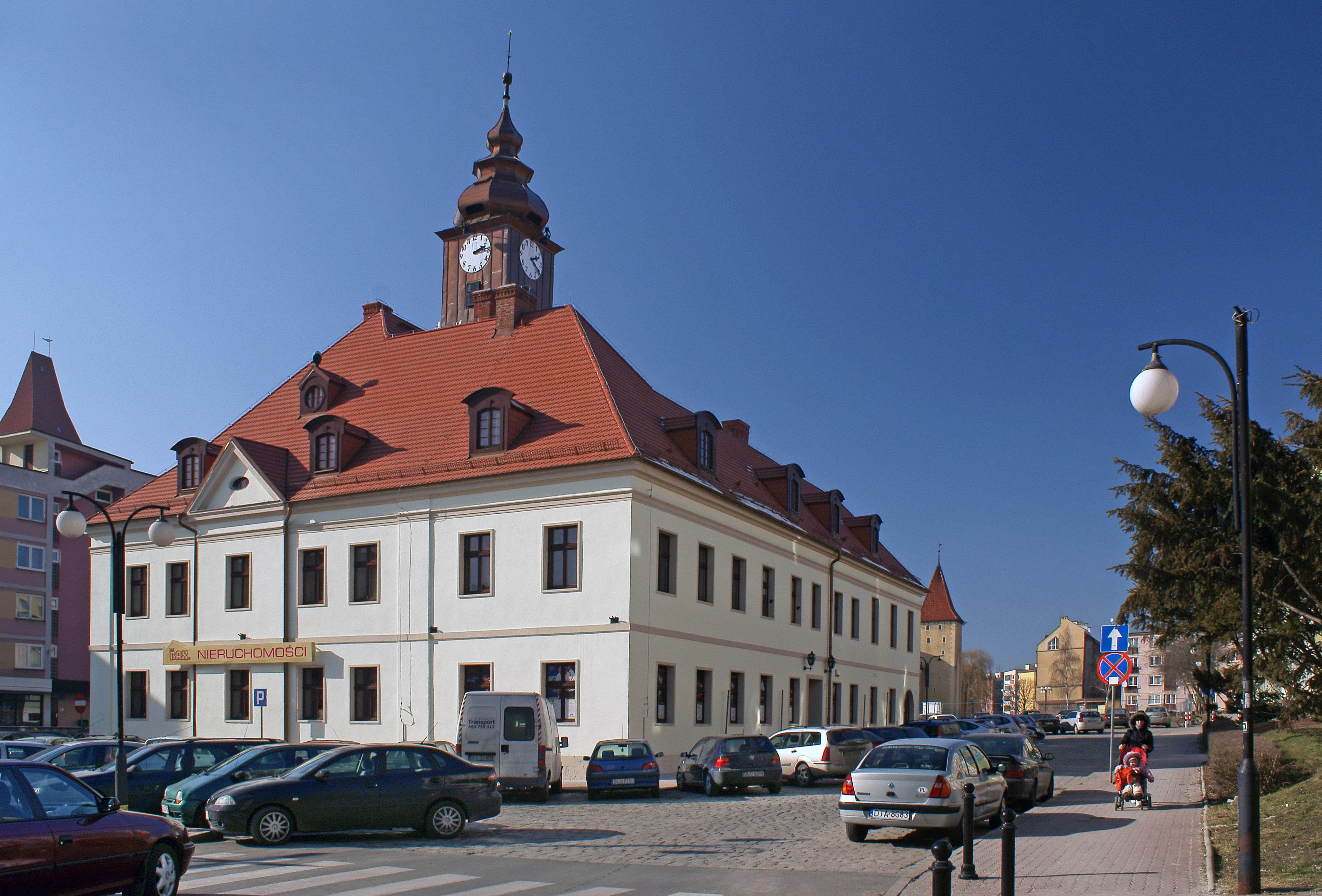
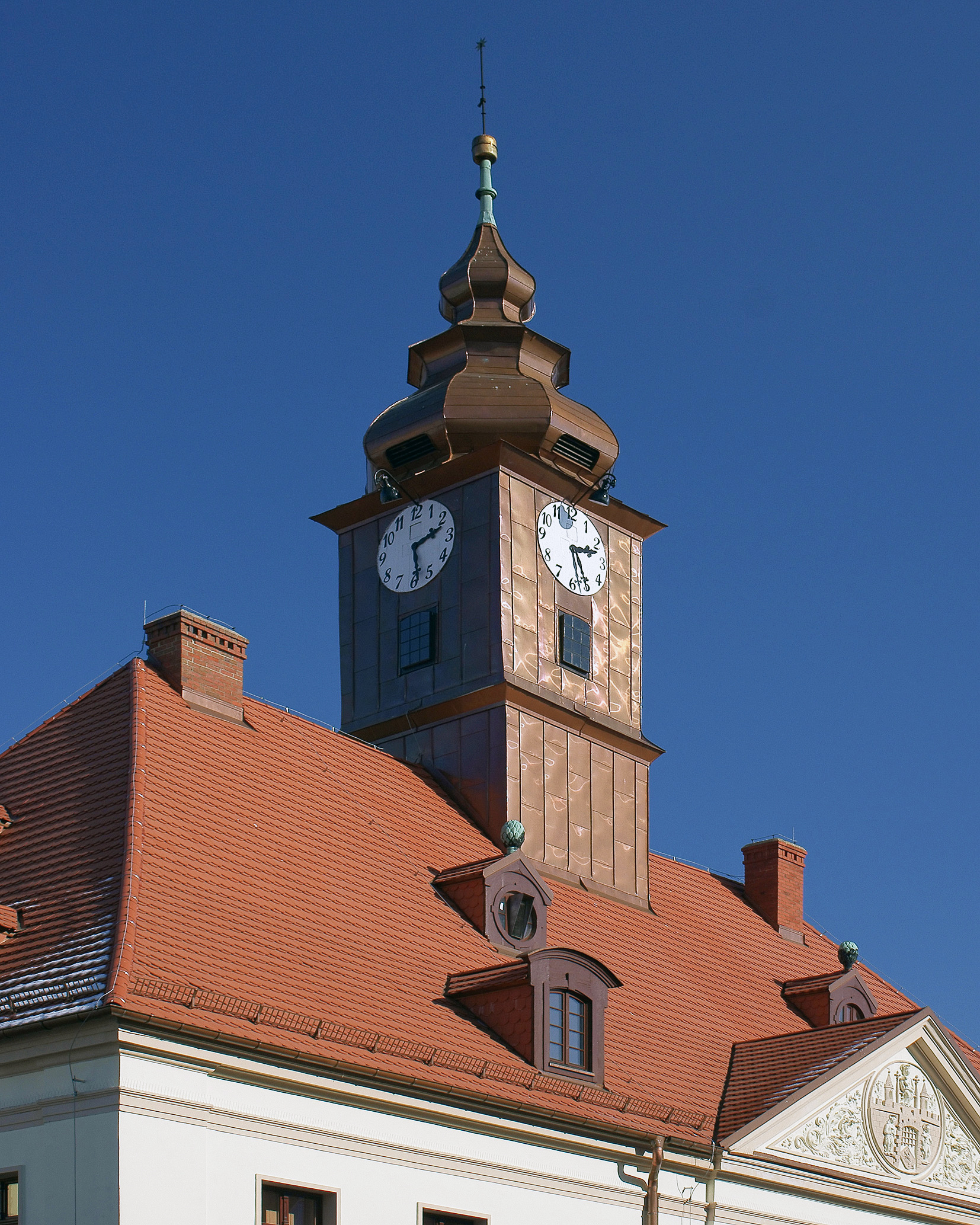